# Rafael García Mansilla
Rafael García-Mansilla (París, Francia)., 18 de enero de 1865 - (Washington), 17 de abril de 1894) fue un marino argentino que ostentó el grado de capitán de fragata. Condecorado con la Legión de Honor por acto de arrojo en el grado de Caballero.

## Familia
Nacido en la Legación Argentina en Washington el 18 de enero de 186f5, era hijo de Manuel Rafael García Aguirre, quién se desempeñaba como secretario de la Legación en los Estados Unidos, entonces a cargo de Domingo Faustino Sarmiento y de Eduarda Mansilla, primera escritora argentina de cuentos infantiles. Nieto paterno de Manuel José García, primer ministro de Hacienda de Argentina y Manuela Aguirre, hermana de Manuel Hermenegildo Aguirre. Nieto materno del héroe del Combate de la Vuelta de Obligado, general Lucio Norberto Mansilla y de Agustina Ortiz de Rozas, hermana menor de Juan Manuel de Rosas.

## Carrera en la Marina Francesa
Al igual que su hermano mayor, Manuel José García Mansilla, ingresó a la Escuela Naval Francesa, el 5 de abril de 1881, previa autorización del Superior Gobierno. Luego de cursar durante dos años, los estudios en dicha Escuela Naval, que funcionaba en Brest, Bretaña a bordo del buque Escuela Borda, recibió del gobierno francés el grado de “aspirante de segunda clase” (guardiamarina). Desde principios del siglo XIX muchos pensaban que los grandes veleros eran la mejor escuela de formación para los futuros oficiales de la marina mercante y militar. Francia ha utilizado buques como el Borda para formar a sus oficiales.

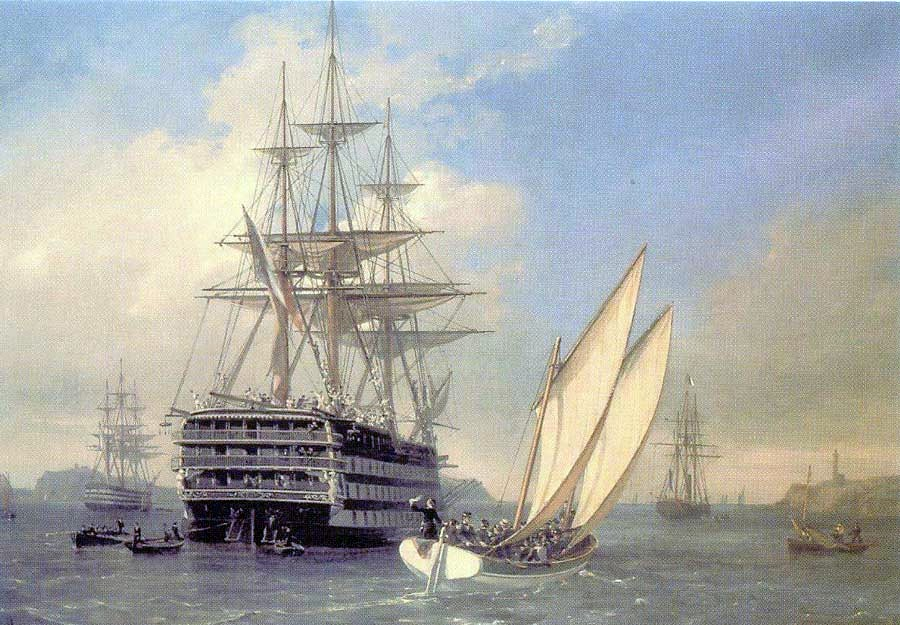
Buque Escuela Borda

Con posterioridad, realizó un viaje en el Crucero L’Iphiginie. En dicha oportunidad, en circunstancias dramáticas, salvó la vida a un viejo pescador y a un grumete, cuya barca zozobraba, con mar gruesa, en la entrada del puerto de Cherburgo. La pequeña embarcación había sido embestida por el buque francés. Por su acto de arrojo, recibió una condecoración[cita requerida] al igual que su hermano mayor, Manuel José García Mansilla.
Luego fue destinado a la escuadra en evoluciones del Mediterráneo, ya con el grado de “aspirante de segunda clase” (alférez de fragata). Después de prestar servicio en otras unidades de la Armada Francesa y estando a bordo del acorazado Turenne obtuvo el grado de “enseigne de vasseau” (alférez de navío) y en el año 1887, solicitó su baja por razones de salud.

## Carrera en la Armada Argentina
Se reincorporó a la Armada Argentina, comenzando a revistar en las listas de revista de la Plana Mayor Activa del Ministerio de Marina, con el grado de guardiamarina. Un año después se le reconoció el grado que ostentaba en la Armada Francesa y  en 1888, pasó a revistar en la corbeta ARA La Argentina, al mando del capitán Martín Rivadavia, junto a un destacado grupo de oficiales, tales como: Julían Irizar, José Moneta, Manuel Domecq García, Juan A. Martín, quiénes tuvieron la responsabilidad de capacitar a los cadetes que realizaban el primer viaje de instrucción de la Escuela Naval. El viaje fue por las costas de Chile y Perú, a vela, salvo los casos de entrada a puerto o navegación por canales o estrechos.

## Tratado de arbitraje de 1889
En el año 1893 fue nombrado agregado naval en la Legación Argentina en Washington. Allí le cupo la difícil y ardua tarea de asistir al entonces Ministro Plenipotenciario en los Estados Unidos de Norteamércia, Estanislao Zeballos quién aparte de las misiones que le eran propias, cumplía la función de delegado ante el árbitro, el presidente de los Estados Unidos, Grover Cleveland, por la cuestión de las Misiones Orientales que la Argentina mantenía con el Brasil.
La capacitación técnica de García-Mansilla, en el manejo de cartas náuticas y en cartografía y su fluido conocimiento del inglés, consecuencia de haber nacido y estudiado en los Estados Unidos, facilitaron a Estanislao Zeballos, el trabajo de recopilación, revisión y traducción de innumerables documentos. El documento presentado al presidente norteamericano, se dividió en cinco partes y dado la naturaleza del mismo, que abarcaba distintos aspectos tales como: el territorio objeto del laudo; la demostración de la posesión de España y posteriormente de la Argentina; los hechos históricos y los actos de usurpación lusitanos; los aspectos jurídicos de los tratados de derecho público relacionados con el asunto a dirimir y la necesidad de rebatir los argumentos del contrario, exigió de los intervinientes el máximo esfuerzo. El trabajo fue concluido el 11 de febrero de 1894.

## Su prematura muerte
El 17 de abril por la mañana, en momentos que realizaba ejercicios de adiestramiento a caballo, en el parque del Hospicio de Inválidos, llamado “Soldiers Home”, sufrió una caída que le produjo una herida mortal en la cabeza. Pese a los esfuerzos de los cirujanos del Hospital de dicho hospicio, falleció por la tarde. Sus restos fueron depositados provisoriamente en el cementerio católico de “Mont Olivet”.
La historia se conoce, gracias a la pluma de Zeballos, quién envió el  22 de abril de 1894, una carta a los capitanes de fragata, Manuel José García Mansilla, Daniel García Mansilla, Secretario de Legación, Eduardo García Mansilla y Carlos García Mansilla, hermanos del extinto, donde elogia la conducta de su subordinado, al par que explica en forma pormenorizada las causas de su muerte. Es un documento histórico en el que se describe con detalle, los avances de la medicina estadounidense.

 “La muerte de Rafael, ha sido horrible por las circunstancias de su robusta salud, vitalidad y dicha en el momento en que se ha producido, como por la manera trágica y sangrienta en que se consumó.” 

 “Estaba lleno de esperanzas, trabajaba con entusiasmo y sus trabajos en esta Legación pasan de lo ordinario. Confiaba en mi justicia y en la merecida recompensa de sus servicios por le gobierno. Repetía, que sería empezar recién y con seriedad, una brillante carrera. Contribuía con su cultura a mantener el prestigio oficial y social que goza esta Legación y de la que hemos recibido extraordinaria muestras sobre su féretro. ” 

 “El funeral fue imponente y notable. El Ejecutivo, el Congreso, todo el cuerpo diplomático, la alta sociedad de Washington y una gran cantidad de público, llenaban las tres naves y el vestíbulo de la Iglesia. Los Ministros mas antiguos en la capital americana, los representante de México, señor Romero, y el de Nicaragua, señor Guzmán, están de acuerdo en decirme que no hay antecedentes de una demostración oficial o social de duelo, como ésta, aun cuando ha habido casos de fallecimientos de diplomáticos de Gobierno, se resolvió hacer una demostración de respeto y simpatía a la República Argentina, sobre el ataúd del empleado de modesta jerarquía muerto en suelo” americano.” 

## Repatriación de sus restos a la Argentina
Hubo de esperar casi medio siglo para que sus restos reposaran en la Argentina. Su hermano Daniel García Mansilla, quién solicitó al gobierno argentino, cumpliera con su deber de repatriar los restos de un servidor de la patria, desaparecido en acto de servicio, que permanecían abandonados desde hace más de medio siglo, sin una cruz, una flor, ni una oración cercana. El gobierno ordenó la repatriación. Los restos llegaron a bordo del buque Río Aguapey a la ciudad de Buenos Aires, el 22 de agosto de 1948. Recibió sepultura al día siguiente, acompañado por sus familiares y una comisión del Ministerio de Marina. Actualmente guarda reposo en la Bóveda de la familia García-Mansilla en el Cementerio de la Recoleta de Buenos Aires.